# Sierra del Perú

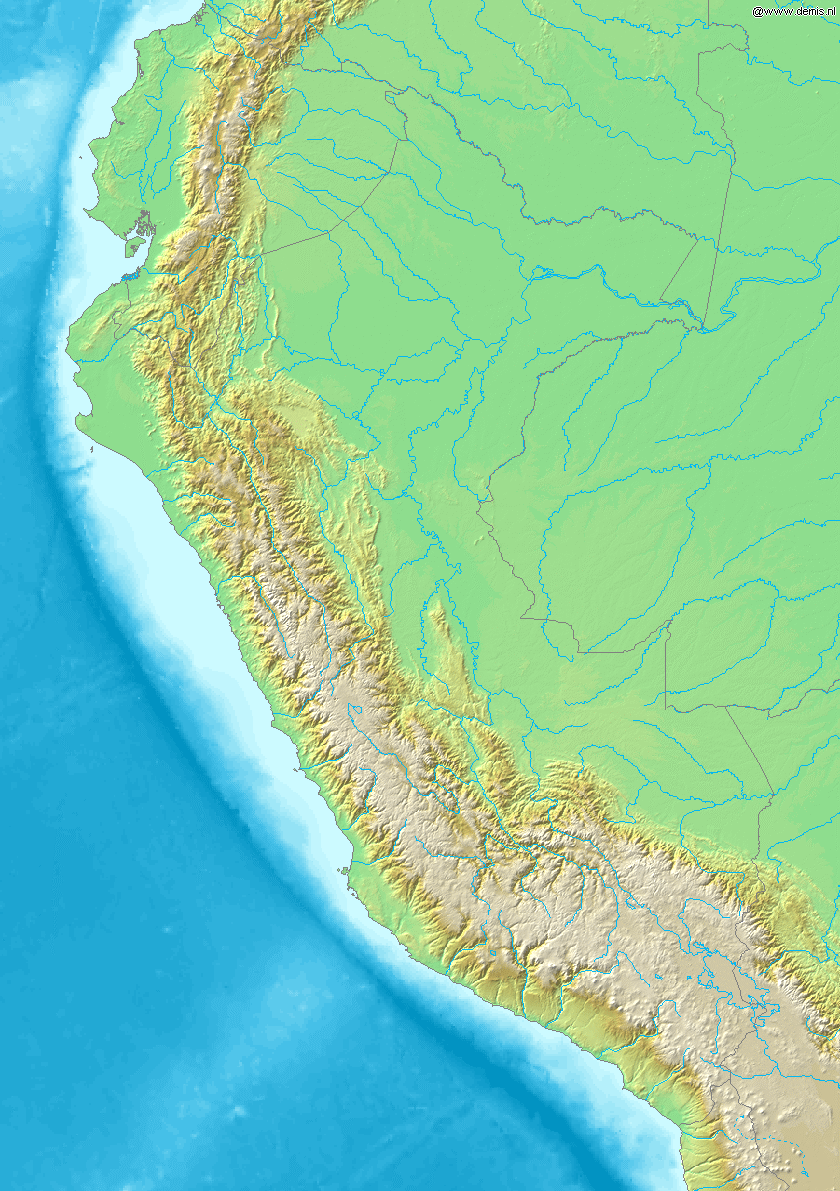
Mapa topográfico de los Andes peruanos.

En el Perú, la región de la Sierra, también llamada Región Alto andina o Serranía es la región montañosa y de altiplanicies del país constituida por las tierras medias y altas de la cordillera de los Andes. Se extiende a lo largo del país de norte a sur y dentro de la geografía del Perú constituye una región geográfica tradicional.  Limita al oeste con la región de la Costa y al este con la Selva. Al norte tiene continuidad con la Región Interandina del Ecuador y al sur con la Región Andina de Bolivia y de Chile.
La región andina es un concepto orográfico, biogeográfico y cultural. Orográficamente es producto de elevación y plegamiento rocoso que originó durante el Cretáceo, cuando la corteza terrestre de la placa de Nazca inició la subducción bajo la placa sudamericana, dando lugar a un elevamiento que llega hasta los 6768 m s. n. m. en el nevado Huascarán y a la formación de una cordillera volcánica al sur del Perú. Biogeográficamente es una región que presenta una vegetación con una densidad intermedia entre la costa desértica y la selva tropical, y con clima de montaña que va de templado a frío según la altitud. Culturalmente está relacionado con la cultura alto andina del Perú, que étnicamente es quechua y aimara en su mayoría.

## Clima

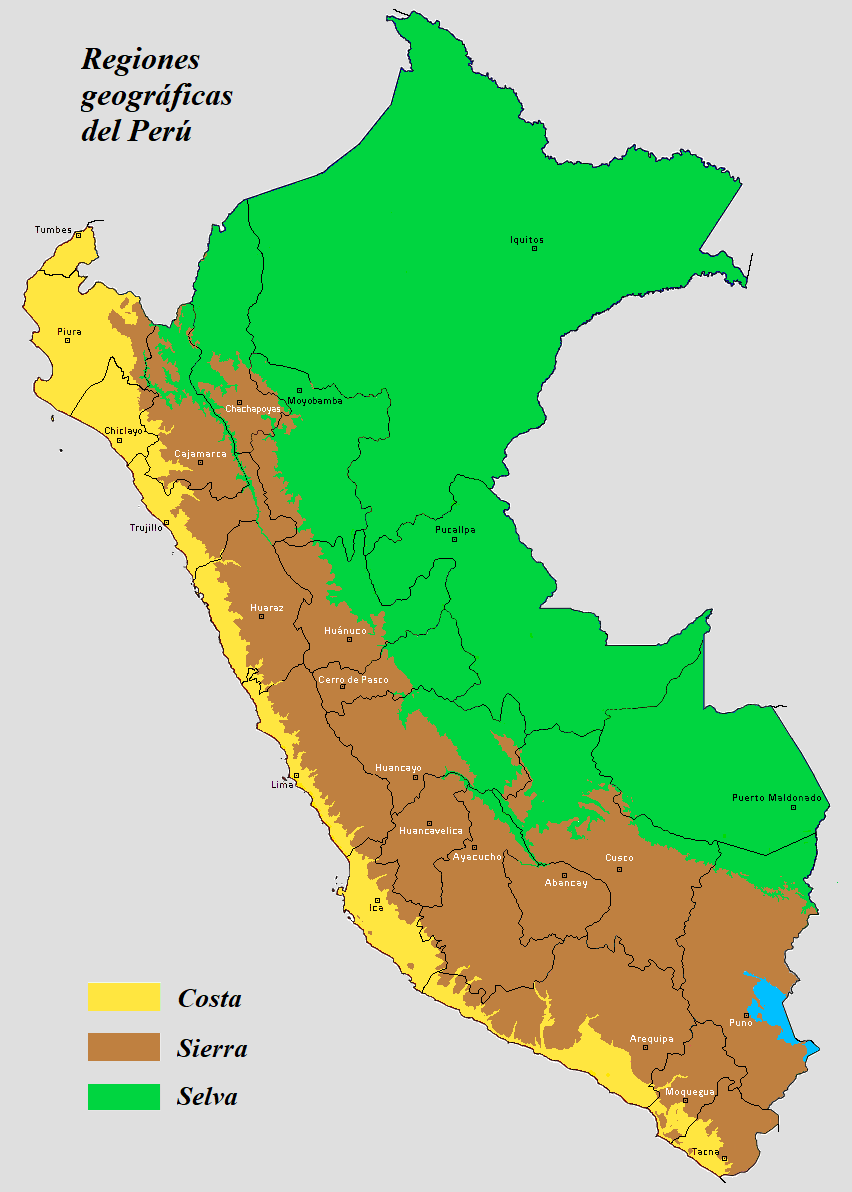
Mapa de la Sierra en color marrón.

El clima de los andes está relacionado con la altitud,  y la cercanía a la costa desértica o a la selva húmeda. En general se considera que el clima serrano característico va de templado a frío, con aire muy seco y tiene dos fases estacionales, una lluviosa entre noviembre y marzo, y una seca de abril a octubre. El piso nival de congelación permanente comienza a los 4800 m s. n. m. como promedio, por lo que hay numerosas montañas y cordilleras nevadas. Sin embargo, el calentamiento global está variando estas condiciones, por lo que el hielo por encima de los 5000 m s. n. m. está en retroceso.

## Cordilleras
Se considera que hay unas 20 cordilleras nevadas, las cuales se agrupan en tres sectores de norte a sur: 
- Los Andes del norte: Desde la frontera con Ecuador hasta el nudo de Pasco. Destaca por su altitud la cordillera Blanca en Ancash.
- Los Andes centrales: Del nudo de Pasco al nudo de Vilcanota.
- Los Andes del Sur: Desde el nudo de Vilcanota hasta las fronteras con Bolivia y Chile, envolviendo todo el Altiplano peruano.

Por otro lado se pueden dividir también de oeste a este en las siguientes tres cordilleras:
- La Cordillera Occidental: Tiene la mayor altitud continua, por lo que constituye la divisoria continental entre la cuenca del Pacífico y las cuencas al interior del continente.
- La Cordillera Central: En el sector norte divide los valles interandinos del Marañón y del Huallaga, y en el sector centro es discontinua.
- La Cordillera Oriental: En su mayor parte es una cordillera de selva de poca altitud, salvo al sur que es divisoria entre la cuenca del Titicaca y la cuenca amazónica.

## Nevados

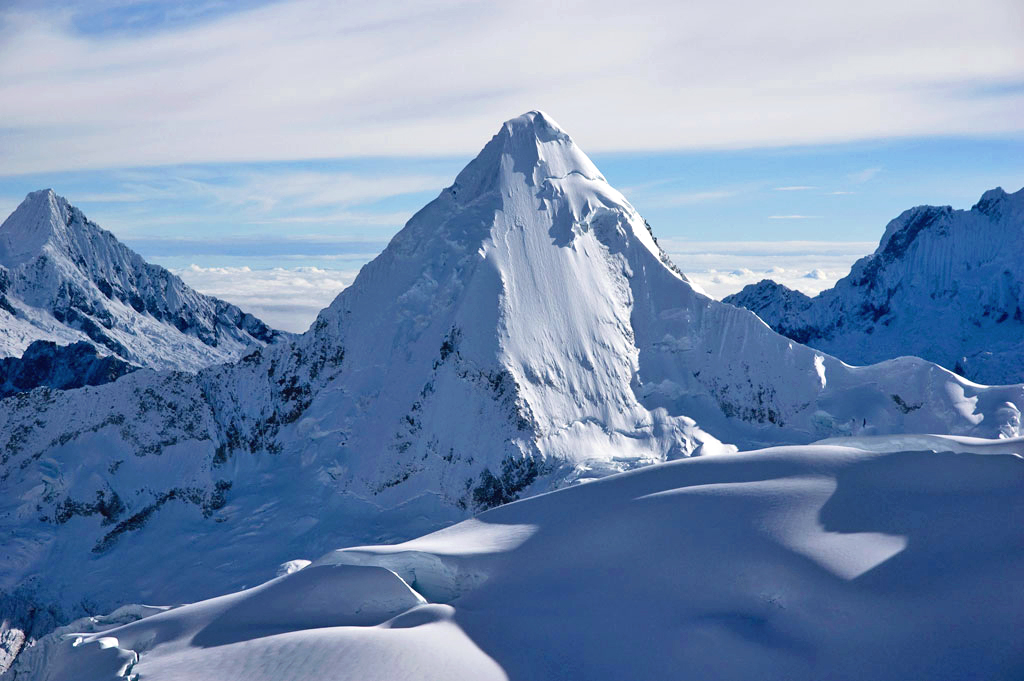
Nevado Artesonraju en la cordillera Blanca.

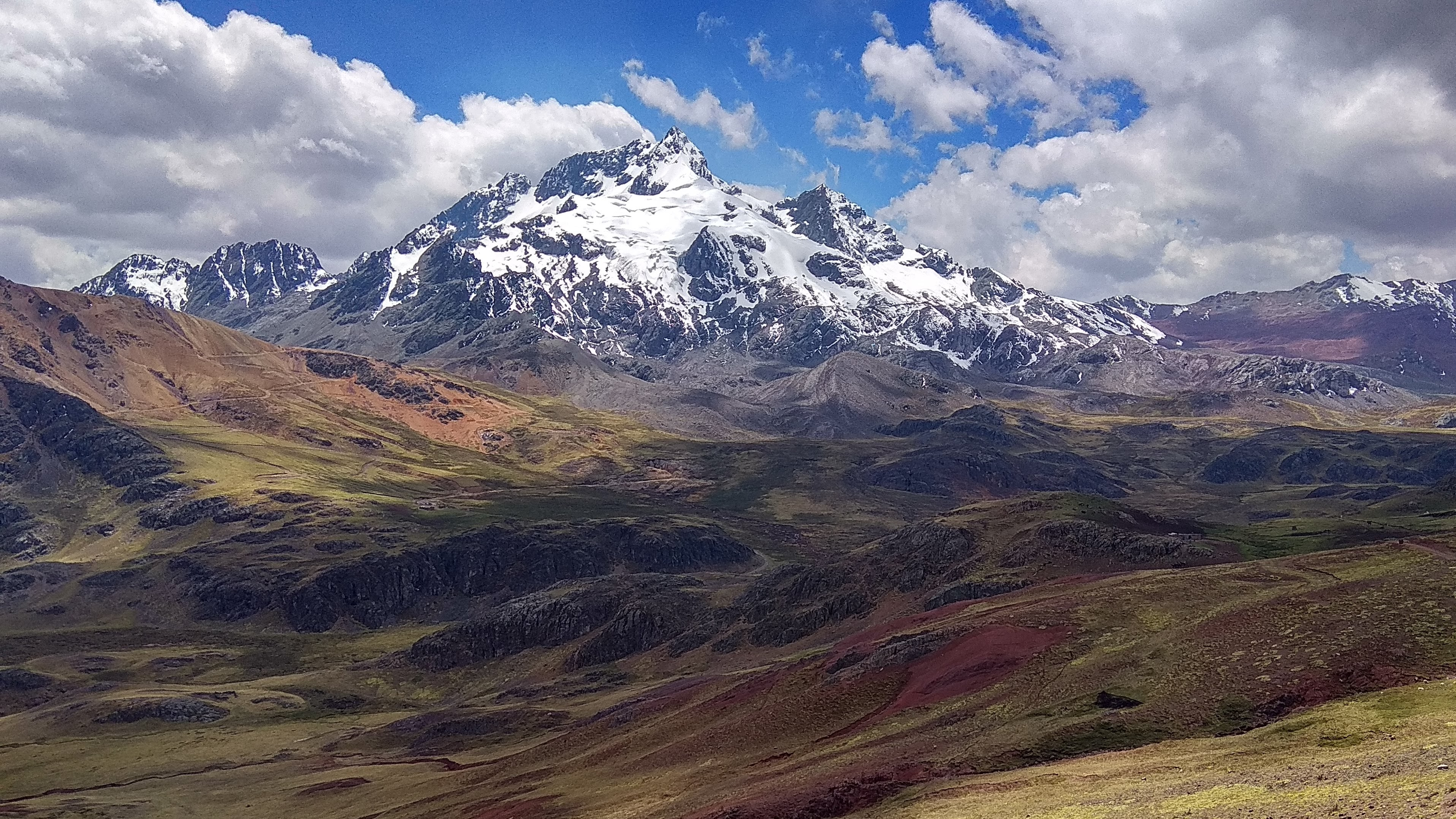
Nevado en la serranía de Junín.

La cordillera está coronada por las montañas de nieves perpetuas. Por encima de los 6000 m s. n. m. hay más de 30 nevados y por encima de los 5000 m s. n. m. son más de mil. El Alpamayo es considerado uno de los nevados más bellos del mundo.

## Glaciares
El Perú cuenta con el 71 % de los glaciares tropicales del mundo, que en el 2014 eran un total de 2 679 que ocupan un área de 1 298.59 km² distribuidos en 19 cordilleras

## Volcanes
El sur del Perú está atravesado por más de 400 volcanes que componen el llamado Arco volcánico del Perú y que forman parte de la Zona Volcánica Central de los Andes (ZVC). El volcán más elevado es el Coropuna con 6425 m s. n. m., el más activo el Ubinas y el más impresionante el Misti, símbolo de la ciudad de Arequipa.

## Pisos altitudinales
El geógrafo peruano Javier Pulgar Vidal vio que los pisos ecológicos de los Andes peruanos están en relación con su altitud. Haciendo un aparte del piso basal donde se sitúa la Costa y la Selva, en los Andes se definen las siguientes regiones:
- Yunga marítima: De 500 a 2300 m s. n. m. del flanco occidental de los Andes peruanos, equivalente a un piso altitudinal de premontano a montano bajo.
- Yunga fluvial: De 1000 a 2300 m s. n. m. del flanco oriental, equivalente a un piso montano bajo.
- Quechua: De 2300 a 3500 m s. n. m., equivalente a un piso montano alto.
- Suni: De 3500 a 4000 m s. n. m., equivalente a un piso subalpino.
- Puna: De 4000 a 4800 m s. n. m., equivalente a un piso alpino.
- Janca: De 4800 a 6768 m s. n. m., equivalente a un piso nival.

## Ecorregiones
La sierra peruana presenta diferentes ecosistemas montanos, por lo que puede dividirse biogeográficamente en las siguientes ecorregiones:
- Puna: Región altoandina situada por encima de los 3800 m s. n. m. como promedio, con clima frío de montaña subhúmedo, una flora de tundra y fauna adaptada a la altura.
- Jalca o Páramo: Región altoandina del norte del Perú por encima de los 3500 m s. n. m. como promedio, con clima de montaña húmedo y una flora de páramo.
- Serranía esteparia: Situada en el flanco occidental de los Andes por encima de los 1000 m s. n. m. como promedio, limita con la Puna, con clima semiárido y vegetación de estepa.
- Yungas: Situada en el flanco oriental de los Andes justo por encima de la llanura amazónica, desde los 500 hasta los 3800 m s. n. m. y con ecosistemas variables que van desde la selva alta cálida, nubosa, densa y lluviosa, hasta la serranía de humedad estacional, fría y parcialmente boscosa.
- Bosques y valles secos: Sectores de los Andes peruanos presentan el ecosistema de Bosque seco (sin lluvias la mayor parte del año) especialmente en el norte del país, donde destaca la ecorregión del Bosque seco del Marañón. También son secos los valles de Huánuco (río Huallaga), Tarma, Mantaro, Apurímac, Pampas y Urubamba.

fauna y flora:
Perú es considerado uno de los 17 países megadiversos que existen. Pero, ¿qué significa esto? Un país es clasificado como megadiverso cuando presenta elevados índices de biodiversidad junto con un alto grado de endemismo. Esta clasificación está bajo la supervisión del Centro de Monitoreo de la Conservación del Ambiente, que pertenece al Programa de las Naciones Unidas para el Medio Ambiente. Frente a este hecho, es innegable la gran biodiversidad del Perú.
La fauna de la sierra peruana tiene como representantes a los auquénidos (llamas, alpacas y vicuñas). También se pueden encontrar aves como el cóndor.Entre los mamíferos destacan la muca, el murciélago, la vizcacha y el zorro andino.
La flora de la sierra es muy variada. Sus especies pueden crecer de manera individual, en pastizales, bosques o matorrales. La mayoría son utilizadas en el sector agropecuario Las más comunes son el ichu, la palta, la cebada, la quinua, la valeriana, entre otras.

## Cultura Andina
Se considera que el Perú es uno de los siete países que tiene una cultura originaria y capaz de una gran biodiversidad, con desarrollo neolítico independiente que aparece hace más de 5000 años con el desarrollo de la agricultura (papa, achira), ganadería (auquénidos), cerámica y construcción de viviendas; lo que llevaría al desarrollo paulatino de las culturas preincas. El advenimiento del Imperio incaico fijó en los Andes peruanos el centro de su desarrollo cultural que se extendió por la mayor parte de la cordillera de los Andes. Los actuales descendientes de los antiguos peruanos han heredado y evolucionado la milenaria cultura andina a través de infinidad de manifestaciones artísticas como la música, cerámica, textiles, danzas, creencias, uso de lenguas nativas, el cultivo de especies autóctonas, la crianza de animales, etc.
Se considera a los Andes peruanos como la zona nuclear andina, donde se dieron los más altos niveles de desarrollo político, económico y social. Una de las características notables es la constante y total interdependencia económica y social de todas las regiones que constituyen el área, especialmente en la relación mar–cordillera, esta relación se expresa en el permanente desplazamiento de corrientes de población hacia distintas direcciones y especialmente en los ejes transversales costeño–serranos. Una de las unidades integradoras en la formación de la política y la cultura fue la expresión de la cultura Chavín.
En esta área se reconocieron los siguientes períodos:
1. Lítico
2. Arcaico
3. Formativo
4. Desarrollo Regionales
5. Imperio Wari
6. Reinos confederados
7. Inca

ETC